# Campionati del mondo di atletica leggera 2022 - Lancio del disco maschile
La gara del lancio del disco maschile dei campionati del mondo di atletica leggera 2022 si è svolta tra il 17 e il 19 luglio all'Hayward Field di Eugene, negli Stati Uniti d'America.

## Podio
| Pos.    | Atleta          | Nazionalità | Misura  |
| ------- | --------------- | ----------- | ------- |
| Oro     | Kristjan Čeh    | Slovenia    | 71,13 m |
| Argento | Mykolas Alekna  | Lituania    | 69,27 m |
| Bronzo  | Andrius Gudžius | Lituania    | 67,55 m |

## Situazione pre-gara

### Record
Prima di questa competizione, il record del mondo (RM) e il record dei campionati (RC) erano i seguenti.
| Record                | Prestazione | Atleta                     | Data                                   | Competizione  |
| --------------------- | ----------- | -------------------------- | -------------------------------------- | ------------- |
| Record mondiale       | 74,08 m     | Jürgen Schult Germania Est | 6 giugno 1986 Neubrandenburg, Germania |               |
| Record dei campionati | 70,17 m     | Virgilijus Alekna Lituania | 7 agosto 2005 Helsinki, Finlandia      | Mondiali 2005 |

### Campioni in carica
I campioni in carica, a livello mondiale e olimpico, erano:
| Campione | Atleta              | Prestazione | Data                           | Competizione         |
| -------- | ------------------- | ----------- | ------------------------------ | -------------------- |
| Olimpico | Daniel Ståhl Svezia | 68,90 m     | 31 luglio 2021 Tokyo, Giappone | Giochi olimpici 2021 |
| Mondiale | Daniel Ståhl Svezia | 67,59 m     | 30 settembre 2019 Doha, Qatar  | Mondiali 2019        |

### La stagione
Prima di questa gara, gli atleti con le migliori tre prestazioni dell'anno erano:
| Pos. | Atleta                  | Prestazione | Data                                   |
| ---- | ----------------------- | ----------- | -------------------------------------- |
| 1    | Daniel Ståhl Svezia     | 71,47 m     | 21 giugno 2022 Uppsala, Svezia         |
| 2    | Kristjan Čeh Slovenia   | 71,27 m     | 21 maggio 2022 Birmingham, Regno Unito |
| 3    | Mykolas Alekna Lituania | 69,81 m     | 30 giugno 2022 Stoccolma, Svezia       |

## Risultati

### Qualificazione
Qualificazione: gli atleti che raggiungono i 66,00 m (Q) o le migliori 12 misure (q)
| Pos. | Gruppo | Atleta              | Nazionalità | 1ª prova | 2ª prova | 3ª prova | Misura | Note |
| ---- | ------ | ------------------- | ----------- | -------- | -------- | -------- | ------ | ---- |
| 1    | A      | Mykolas Alekna      | Lituania    | 65,78    | 68,91    |          | 68,91  | Q    |
| 2    | A      | Kristjan Čeh        | Slovenia    | 68,23    |          |          | 68,23  | Q    |
| 3    | A      | Simon Pettersson    | Svezia      | 63,71    | 68,11    |          | 68,11  | Q    |
| 4    | A      | Matthew Denny       | Australia   | 64,89    | 66,98    |          | 66,98  | Q    |
| 5    | B      | Andrius Gudžius     | Lituania    | 64,21    | 66,60    |          | 66,60  | Q    |
| 6    | B      | Lukas Weißhaidinger | Austria     | 66,51    |          |          | 66,51  | Q    |
| 7    | B      | Daniel Ståhl        | Svezia      | x        | 65,95    | x        | 65,95  | q    |
| 8    | A      | Sam Mattis          | Stati Uniti | 61,87    | 65,59    | 62,30    | 65,59  | q    |
| 9    | A      | Alin Firfirică      | Romania     | 59,48    | 64,14    | 65,54    | 65,54  | q    |
| 10   | B      | Fedrick Dacres      | Giamaica    | 58,87    | 63,36    | 64,49    | 64,49  | q    |
| 11   | A      | Traves Smikle       | Giamaica    | 64,21    | 63,16    | x        | 64,21  | q    |
| 12   | A      | Alex Rose           | Samoa       | 63,11    | 64,14    | 63,97    | 64,14  | q    |
| 13   | A      | Lawrence Okoye      | Regno Unito | 63,57    | x        | 59,89    | 63,57  |      |
| 14   | B      | Nicholas Percy      | Regno Unito | 58,30    | 62,90    | 63,20    | 63,20  |      |
| 15   | A      | Marek Bárta         | Rep. Ceca   | 62,90    | 61,58    | 56,68    | 62,90  |      |
| 16   | A      | Apostolos Parellis  | Cipro       | 62,46    | 61,32    | 61,27    | 62,46  |      |
| 17   | B      | Martin Wierig       | Germania    | 60,52    | 60,86    | 62,28    | 62,28  |      |
| 18   | B      | Andrew Evans        | Stati Uniti | 59,31    | 62,20    | 62,18    | 62,20  |      |
| 19   | B      | Henrik Janssen      | Germania    | 61,85    | 60,30    | 60,36    | 61,85  |      |
| 20   | B      | Claudio Romero      | Cile        | 61,69    | x        | x        | 61,69  |      |
| 21   | B      | Philip Milanov      | Belgio      | x        | 61,22    | 61,47    | 61,47  |      |
| 22   | B      | Mario Díaz          | Cuba        | 57,72    | 58,35    | 60,83    | 60,83  |      |
| 23   | B      | Martin Marković     | Croazia     | x        | 57,74    | 60,59    | 60,59  |      |
| 24   | B      | Victor Hogan        | Sudafrica   | 60,51    | x        | 59,83    | 60,51  |      |
| 25   | A      | Chad Wright         | Giamaica    | 59,14    | x        | 60,31    | 60,31  |      |
| 26   | B      | Mauricio Ortega     | Colombia    | 59,47    | x        | 59,91    | 59,91  |      |
| 27   | A      | Werner Visser       | Sudafrica   | 58,44    | x        | x        | 58,44  |      |
| 28   | B      | Brian Williams      | Stati Uniti | x        | 56,40    | 58,25    | 58,25  |      |
| 29   | A      | Torben Brandt       | Germania    | 54,11    | 53,42    | x        | 54,11  |      |
|      | B      | Lucas Nervi         | Cile        | x        | x        | x        | nm     |      |

### Finale
| Pos.    | Atleta              | Nazionalità | 1ª prova | 2ª prova | 3ª prova | 4ª prova | 5ª prova | 6ª prova | Misura | Note                                     |
| ------- | ------------------- | ----------- | -------- | -------- | -------- | -------- | -------- | -------- | ------ | ---------------------------------------- |
| Oro     | Kristjan Čeh        | Slovenia    | 65,27    | 69,02    | 71,13    | 68,95    | 70,51    | 67,57    | 71,13  | Record dei campionati                    |
| Argento | Mykolas Alekna      | Lituania    | 66,64    | 67,87    | 67,28    | 69,27    | x        | x        | 69,27  |                                          |
| Bronzo  | Andrius Gudžius     | Lituania    | 67,31    | 66,06    | x        | 67,55    | x        | x        | 67,55  |                                          |
| 4       | Daniel Ståhl        | Svezia      | 66,59    | 65,99    | x        | 65,39    | 67,10    | 66,86    | 67,10  |                                          |
| 5       | Simon Pettersson    | Svezia      | x        | 67,00    | x        | x        | x        | x        | 67,00  |                                          |
| 6       | Matthew Denny       | Australia   | 61,55    | 65,50    | 66,29    | 65,56    | 65,49    | 66,47    | 66,47  |                                          |
| 7       | Alin Firfirică      | Romania     | 65,10    | 63,80    | 62,58    | x        | x        | 65,57    | 65,57  | Miglior prestazione personale stagionale |
| 8       | Alex Rose           | Samoa       | 65,57    | 64,17    | 63,41    | 62,78    | x        | 61,16    | 65,57  |                                          |
| 9       | Fedrick Dacres      | Giamaica    | 64,85    | 63,25    | 64,79    |          |          |          | 64,85  |                                          |
| 10      | Lukas Weißhaidinger | Austria     | 61,72    | 63,98    | 62,45    |          |          |          | 63,98  |                                          |
| 11      | Sam Mattis          | Stati Uniti | 60,89    | 63,19    | 62,82    |          |          |          | 63,19  |                                          |
| 12      | Traves Smikle       | Giamaica    | x        | 62,23    | x        |          |          |          | 62,23  |                                          |